# Captain Jack (gruppo musicale)
Captain Jack è stato un duo musicale tedesco. Il loro stile è una Eurodance che simula un addestramento militare. 

## Storia
I Captain Jack vennero fondati nel 1995 ed erano composti da Udo Niebergall, un producer di Wiesbaden, e la cantante Liza Da Costa. Il loro omonimo singolo d'esordio, pubblicato nel 1995, raggiunse i primi posti delle classifiche in tutta Europa.
Liza fu poi sostituita nel 1999 da Maria Lucia "Maloy" Lozanes, sostituita a sua volta da Ilka-Anna-Antonia Traue (nome d'arte Illi Love) nel 2001. I membri del gruppo (a partire dal 2000) erano Francisco Alejandro Gutiérrez (nome d'arte Franky Gee) e Sunny. 
Il costume di Franky consisteva in una stilizzata uniforme militare da ufficiale, con un cappello rosso basato sul modello di quello dei marines statunitensi. L'altra sua maniera di vestire si basava su quella dell'esercito americano. La scelta di questo stile da parte di Franky si deve al fatto che aveva prestato servizio nell'esercito americano, una carriera che non amava ma che aveva deciso di seguire solamente per soldi. Finita la sua carriera nell'esercito, Franky rimase in Germania, dove iniziò una carriera discografica con il nome di "Westside".
Il futuro del progetto Captain Jack si arrestò improvvisamente quando Franky venne colpito da un ictus cerebrale mentre stava facendo una passeggiata con suo figlio, in Spagna. Franky Gee morì il 22 ottobre del 2005 dopo cinque giorni di coma. Il figlio, Franky Gutiérrez Jr., sostituì il padre per registrare Greatest Hits, una raccolta dei loro successi.

## Stile musicale
Mentre registrava musica sotto quel nome d'arte, a Franky venne in mente l'idea di creare una musica di tipo dance basata sulla routine militare. Da quell'idea nacque il suo stile, basato su canzoni che parlano di pace e amore con uno stile degno di un regime militare. Il cappello - basato sul modello di quello dei Marines, ma con colori che ricordano molto quelli dell'Armata Rossa sovietica - diviene un modello di protesta del militarismo, trasformandosi in simbolo dell'idea di unità nazionale.

## Premi e riconoscimenti
La band ha conquistato 19 tra dischi d'oro e di platino per tutta l'Europa. I fan della serie di videogiochi della Konami Dance Dance Revolution li conoscono molto bene grazie alle loro numerose canzoni presenti tra quelle ballabili.

## Formazione

### Attuale
- Bruce Eric Lacy
- Udo Niebergall

### Ex membri
- Eric Schnecko
- Francisco Gutierrez
- Illi Love
- Jamie Lee
- Laura Martin
- Liza Da Costa
- Maria Lucia Lozanes
- Richard Witte
- Sharky
- Sunny

## Discografia

### Album
- The Mission (1996)
- Operation Dance (1997)
- The Captain's Revenge (1999)
- Top Secret (2001)
- Party Warriors (2002)
- Cafe Cubar (2003)
- Music Instructor (2004)
- Greatest Hits (2005)
- Mission Completed (2008, forse cancellato)